# Ганарджиис-Мухури
Ганарджиис-Мухури (груз. განარჯიის მუხური; сокр. Ганмухури, განმუხური) — деревня в Грузии. Расположена на высоте 5 метров над уровня моря в Зугдидском муниципалитете края Самегрело-Земо Сванети. Населённый пункт, расположенный на правом берегу реки Ингури, в месте впадения реки в Чёрное море, примерно в километре от границы с Абхазией. По данным переписи 2014 года в деревне проживало 1354 человека. Население края исповедует православие и являются прихожанами Зугдидский и Цаишской епархии Грузинской Православной Церкви. Население — грузины (мегрелы).

## Климат
Климат — средиземноморский субтропический. Средняя температура — 15,6 °C, температура января — 8,5 °C, июля — 28 °C. Среднее количество выпадающих осадков — 1300 мм.

## Описание
Имеется школа, почтовое отделение, отделение полиции. В почтовом отделении предоставляются почтовые услуги, междугородняя и международная телефонная связь, интернет, принтер, ксерокс и факс, производится оплата услуг сотовой связи.
Возможно, имеется месторождение природного газа.
27 мая 2010 года был открыт новый мост через реку Ингури, соединяющий села Анаклия и Ганмухури Зугдидского муниципалитета. Длина моста — 360 м.
22 августа 2011 года торжественно открыт новый пешеходный мост, соединяющий город Анаклия и село Ганмухури. Длина моста одна из самых больших в мире — 540 метров.
Село Ганмухури является одним из трех селений, которые расположены на правом берегу Ингури, но относятся к Зугдидскому муниципалитету Грузии. Расположение данного села на «абхазской» стороне Ингури делает этот населённый пункт местом частых визитов грузинских руководителей (президента, спикера грузинского парламента, министра образования, мэра Тбилиси, супруги президента и т. д.). Президентом Саакашвили в этом селе произносились программные речи по освобождению Абхазии. 26 мая 2007 года, в День независимости Грузии, президентом Грузии М. Саакашвили в этом селе открыт молодёжный патриотический лагерь (18 коттеджей, 180 отдыхающих, 2 смены), сожженный российскими солдатами во время боевых действий в 2008 году, но отстроенный после этого заново. Построена благоустроенная набережная.

Особое географическое и политическое значение данного села выражено представителем правящей партией Грузии, мэром Тбилиси Георгием Угулавой: 
Здесь уже начинается территория Абхазии. Административно Ганмухури относится к Зугдидскому муниципалитету, но он находится с этой стороны Ингури, за административной границей Абхазии. Ганмухури — это начало пути в Абхазию».
 Руководство Грузии стремится сделать из села «витрину реинтеграции» для Абхазии. Для этого руководство Грузии решило построить в Ганмухури «курорт европейского уровня».

## Топографические карты
- Лист карты K-37-60 Зугдиди. Масштаб: 1 : 100 000. Состояние местности на 1986 год. Издание 1987 г.